# 이탈리아 기행
이탈리아 기행(독일어: Italienische Reise)은 요한 볼프강 폰 괴테 의 여행기이다.

## 소개
괴테의 이탈리아 여행은 대시인의 천재성을 일깨우고 삶을 변화시킨 일대 전화기적 기록으로 평가받는다. 1786년 9월부터 1788년 4월까지 괴테가 쓴 여행 기록을 담은 이 책은 여행의 추이에 따라 3부로 나뉘어 있다. 기록, 서신, 보고(報告)의 다양한 양식의 글들 속에서 괴테가 품었던 예술에 대한 이상과 열정 등을 엿볼 수 있다. 또 이 책에서는 중요한 부분만을 발췌해 괴테의 이탈리아 여행 전반을 한눈에 조감할 수 있도록 했다.
이 책의 제1부는 카를스바트에서 로마까지의 여행, 제2부는 나폴리와 시칠리아 섬을 다녀온 기록이다. 제3부는 1787년 6월∼1788년 4월까지 두 번째로 로마에 체류하면서 기록한 글을 모은 것이다.
제3부의 ‘보고(報告)’는 당시의 기록을 참조해 노경의 괴테가 새로 작성한 글이다. 옛 이탈리아의 젊은 괴테와 훗날의 노대가가 서로 만나는 듯 편지와 보고가 교차되는 구성 속에 보다 심오해진 괴테의 삶의 변화와 그 종합을 보는 듯한 만족감을 선사해 줄 것이다. 그중 제3부는 제1부, 제2부와는 색다른 구성을 보여준다. 체류 일정에 맞추어 그날에 일어난 일과 생각을 기록한 서신(書信)들이 편집되고, 중간 중간 그달 중 특히 기억되는 사건이나 정신적 감흥을 ‘보고(報告)’라는 형식으로 기술하여 삽입하고 있다.
| “ | “제 여행의 중요한 의도는 육체적·도덕적 폐해를 치유하는 것이었습니다. (…) 다음은 참된 예술에 대한 뜨거운 갈증을 진정시키는 것이었습니다. 전자는 상당히, 후자는 완전히 성공을 거두었습니다.” | ” |

이탈리아 체류가 괴테의 삶과 문학에 끼친 영향은 지대하다.
괴테가 이탈리아 여행을 감행한 동기는 대략 다음의 세 가지로 요약된다. 첫째, 소년 시절부터 간직했던 남국에 대한 동경심, 둘째, 바이마르의 편협성에서 도피하려는 충동, 셋째, 오랫동안 침체되어 있던 예술가 정신을 되찾고 싶은 욕구다.
괴테는 이 여행에 대해 “익은 사과가 나무에서 떨어지는 것과 같은” 필연성을 갖는 것이라고 말했다. 그러므로 이 책은 흥미 위주의 여행기가 아닌, 대시인이 겪은 삶의 일대 전환기적 체험의 기록으로 보아야 더 큰 의미를 얻게 될 것이다.

## 참고 자료
- 정서웅 (2009). 《이탈리아 여행기》. 지식을만드는지식. ISBN 978-89-6228-369-3.